# Film ist Rhythmus
Film ist Rhythmus nannte der deutsche Avantgardekünstler Hans Richter 1925 programmatisch die Zusammenfassung seiner abstrakten Filmexperimente „Rhythmus 21“ und „Rhythmus 23“ aus den frühen zwanziger Jahren.
„Rhythmus 21“ gilt heute als „ein Schlüsselfilm der Moderne“. Wie „Rhythmus 23“ zeigt der Film reine visuelle „Bewegungskunst“: ein von der Theorie des musikalischen Kontrapunkts angeregtes „Ballett“ schwarzer, weißer und weniger grauer geometrischer Flächen „in einem einheitlichen durch das ganze Bild gehenden Rhythmus“ (Richter).

## Handlung
Der Film besteht aus tricktechnisch bewegten geometrischen Formen und Mustern. Schwarze und weiße Quadrate erscheinen in Auf- und Abblenden auf der Leinwand. Sie scheinen sich manchmal von einer Seite des Bildfeldes auf die andere zu bewegen, manchmal vom Vorder- in den Hintergrund.

## Hintergrund
Richter hatte 1918, nachdem er Gründungsmitglied der Künstler-Vereinigung “Novembergruppe” geworden war, durch Tristan Tzara die Bekanntschaft von Viking Eggeling gemacht, mit dem er bald befreundet war und zusammenarbeitete. Gemeinsam machten sie Versuche mit Rollenbildern, über die sie zum Bewegtbild-Medium Film kamen. 1921 entstand im brandenburgischen Klein Kölzig mit „Rhythmus 21“ Richters erster abstrakter Film, den er bis 1923 immer wieder überarbeitete. Die Kamera bedienten Svend Noldan und Otto Schmalhausen von der Trickfilmabteilung der UFA.
Der Film hieß zuerst „Rhythmus 21“, dann „Film ist Rhythmus“. Am 6. Juli 1923 brachte Richter ihn in Paris im Théâtre Michel bei der Soirée du coeur à barbe erstmals zur Aufführung. Die Erstaufführung der überarbeiteten Fassung in Deutschland fand am 10. Mai 1925 in Berlin bei einer Wiederholung der Matinee „Der absolute Film“ im UFA-Palast am Kurfürstendamm statt. Die dabei gezeigten Arbeiten von sieben verschiedenen Künstlern verfolgten zwar unterschiedliche formale Ansätze, hatten aber gemeinsam, dass sie alle auf narrative Strukturen verzichteten. Daher gab es bei der Matinee konsequent auch keine Musik, die erst später hinzugefügt wurde. Marcel Schwierin beschrieb: „Oft liefen die Filme trotz Orientierung an musikalischen Grundprinzipien ohne Musik und stellten den Rhythmus nur über die Schnittfolge der Bilder her, wie z. B. „Diagonalsymphonie“ von Viking Eggeling um 1925. Bei anderen hingegen, beispielsweise „Lichtspiel Opus 1“ von Walther Ruttmann von 1921, wurde für den Film eine eigene Partitur geschrieben, um die visuellen und auditiven Eindrücke perfekt auf einander abstimmen zu können.“

## Rezeption
Der holländische Konstruktivist Theo van Doesburg besprach Richters Filme in seiner Zeitschrift De Stijl und beteiligte sich als Autor an Richters eigenem, zusammen mit Werner Graeff herausgegebenem Avantgarde-Journal “G – Material zur elementaren Gestaltung”.
László Moholy-Nagy bezeichnete „Rhythmus 21“ als „Ansatz zu einer visuellen Realisierung einer Licht-Raum-Zeit-Kontinuität in der Bewegungsthese“.
Kasimir Malewitsch reagierte auf Richters Rhythmus-Filme mit dem Verfassen eines Exposés für einen gemeinsamen „suprematistischen“ Film mit dem Titel „Die Malerei und die Probleme der Architektur“.
„Rhythmus 21 ist der erste Film, in dem das Negativmaterial als Positiv verwendet wurde. Formal wirkt Richters Film wie die Animation von abstrakten Bildern von Mondrian oder Malewitsch...“
(Scheugl/Schmidt: Eine Subgeschichte des Films)
Die Reaktionen der zeitgenössischen Filmkritik fielen eher ablehnend aus. Bei der Matinee 1925 soll es Richters eigenen Erinnerungen zufolge sogar zu Tumulten gekommen sein, bei welchen das Publikum lautstark seinen Unmut geäußert habe. Der Klavierspieler, den das Theater angestellt hatte, um den Film zu begleiten, sei von Zuschauern, welche die Vorstellung als Zumutung empfunden hätten, beinahe verprügelt worden.
Trotz der negativen Kritik an seinem Film gilt Richter heute als einer der bekanntesten Vertreter des Absoluten Films.

## Wiederaufführung
Der Kultursender Arte zeigte das Programm der Matinee „Der absolute Film“ von 1925 [Dreiteilige Farbsonate (D 1923, R: Ludwig Hirschfeld-Mack), Images Mobiles (F 1924, R: Fernand Léger, Dudley Murphy), Symphonie diagonale (D 1924, R: Viking Eggeling), Film ist Rhythmus (D 1923, R: Hans Richter), Entr’acte (F 1924, R: René Clair), Opus 2, Opus 3 und Opus 4 (D 1922, R: Walter Ruttmann)] mit Musikbegleitung am Montag, den 30. Juni 2008 um 23.55 Uhr unter dem Titel „Kurzfilme der Avantgarde“ im Deutschen Fernsehen.